# 우현 (배우)
우현은 대한민국의 연출가, 배우이다.

## 학력
- 전남고등학교
- 연세대학교 신학 학사

## 출연작

### 드라마
- 2004년 KBS2 일일시트콤 《올드 미스 다이어리》 ... 우현 역
- 2005년 KBS2 단막극 《드라마시티 - 개조는 맨발이다》 ... 개조 역
- 2006년 MBC 단막극 《MBC 베스트극장 - 동네한바퀴》 ... 고상태 역
- 2007년 MBC 특별기획드라마 《태왕사신기》 ... 엿장수 역
- 2008년 KBS2 월화드라마 《최강칠우》 ... 역관 김말중 역
- 2008년 KBS2 납량특집드라마 《전설의 고향》〈사신이야기〉 ... 예술가 역
- 2011년 tvN 미니시리즈 《버디버디》 ... 공숙 부 역
- 2011년 MBC 일일시트콤 《하이킥! 짧은 다리의 역습》 ... 우현 역(특별출연)
- 2011년 SBS 대기획 《뿌리깊은 나무》 ... 이방지 역
- 2011년 TV조선 주말 특별기획 《고봉실 아줌마 구하기》 ... 천만금 역
- 2011년 JTBC 일일시트콤 《청담동 살아요》 ... 김우현 역
- 2013년 JTBC 대하드라마 《궁중잔혹사 - 꽃들의 전쟁》 ... 김인 역
- 2014년 KBS2 단막극 《KBS 드라마 스페셜 - 카레의 맛》 ... 배달수 역
- 2014년 KBS2 월화드라마 《태양은 가득히》 ... 하마 역
- 2014년 tvN 일요드라마 《삼총사》 ... 박달향의 아버지 역
- 2014년 SBS 드라마스페셜 《피노키오》 ... 담임 선생님 역(특별출연)
- 2014년 KBS2 월화드라마 《힐러》 ... 철민 역
- 2015년 MBC 수목미니시리즈 《킬미힐미》 ... 정신병원 환자 역(특별출연)
- 2015년 SBS 주말 특별기획 《너를 사랑한 시간》 ... 변우식 역
- 2015년 JTBC 주말드라마 《송곳》
- 2015년 QTV 월요드라마 《영웅들》 ... 오동장 역
- 2015년 tvN 금토드라마 《응답하라 1988》 ... 중년 성노을 역
- 2016년 SBS 주말 특별기획 《미녀 공심이》 ... 공혁 역
- 2016년 tvN 월화드라마 《또! 오해영》 ... 박순택의 선배 역
- 2016년 tvN 월화드라마 《싸우자귀신아》
- 2016년 JTBC 금토드라마 《이번주, 아내가 바람을 핍니다》
- 2017년 SBS 월화드라마 《피고인》 ... 밀양 역
- 2017년 tvN 월화드라마 《내성적인 보스》 ... 채원상의 친구 역
- 2017년 MBC 미니드라마 《세가지색 판타지 - 생동성 연애》 ... 인성의 아빠 역
- 2017년 SBS 드라마스페셜 《사임당, 빛의 일기》
- 2017년 OCN 주말드라마 《터널》 ... 고만석 역(특별출연)
- 2017년 KBS2 수목드라마 《맨홀 - 이상한 나라의 필》 ... 석태 부 역
- 2017년 OCN 주말드라마 《블랙》 ... 왕영춘 역
- 2017년 SBS 드라마스페셜 《이판사판》 ... 최고수 역
- 2018년 tvN 월화드라마 《크로스》 ... 노종일 역
- 2018년 MBC 주말드라마 《부잣집 아들》 ... 최효동 역
- 2018년 SBS 월화드라마 《EXIT》 ... 도정만 역
- 2018년 SBS 드라마스페셜 《친애하는 판사님께》 ... 국립과학수사연구원 역(특별출연)
- 2018년 JTBC 금토드라마 《내 아이디는 강남미인》 ... 강태식 역
- 2018년 SBS 드라마스페셜 《흉부외과 - 심장을 훔친 의사들》 ... 한상옥 역 (특별출연)
- 2018년 JTBC 월화드라마 《일단 뜨겁게 청소하라》 ... 백금술 역 (특별출연)
- 2019년 JTBC 월화드라마 《눈이 부시게》 ... 말죽거리 애늙은이 역
- 2019년 KBS2 월화드라마  《국민 여러분!》 ... 양시철 역
- 2019년 OCN 수목드라마 《구해줘 2》 ... 붕어 역
- 2018년 SBS 월화드라마 《초면에 사랑합니다》 ... 찜질방 손님 역 (특별출연)
- 2019년 tvN 월화드라마 《60일, 지정생존자》 ... 최호전 역 (특별출연)
- 2019년 JTBC 월화드라마 《꽃파당: 조선혼담공작소》 ... 내의원 의원 역 (특별출연)
- 2019년 tvN 금요드라마 《쌉니다 천리마마트》 ... 김치아 역 (특별출연)
- 2020년 SBS 월화드라마 《굿캐스팅》 ... 명계철 역
- 2020년 SBS 금토드라마 《편의점 샛별이》 ... 권의추 역
- 2020년 tvN 수목드라마 《구미호뎐》 ... 술취한 노인(장승, 터주신) 역 (특별출연)
- 2020년 tvN 월화드라마 《낮과 밤》 ... 장승구 역
- 2021년 tvN 수목드라마 《여신강림》 ... 캠핑장 관리인 역 (특별출연)
- 2021년 tvN 단만극 《드라마 스테이지 - 덕구 이즈 백》 ... 천복남 역
- 2021년 JTBC 수목드라마 《로스쿨》 ... 성동일 역
- 2021년 SBS 월화드라마 《라켓소년단》 ... 홍 이장 역
- 2021년 OCN 토일드라마 《키마이라》 ... 배승관 역
- 2021년 웹드라마 《크라임 퍼즐》 ... 조성수 역
- 2022년 MBC, WAVVE 주말드라마 《트레이서》 ... 양영순 역
- 2022년 KBS2 주말드라마 《현재는 아름다워》 ... 판사 역 (특별출연)
- 2022년 KBS2 수목드라마 《징크스의 연인》 ... 박성덕 역
- 2022년 KBS2 월화드라마 《커튼콜》 ... 장호균 역 (특별출연)
- 2022년 tvN 토일드라마 《환혼 빛과 그림자》 ... 호연법사 역
- 2023년 KBS2 월화드라마 《두뇌공조》 ... 김길중 역
- 2023년 MBC 주말드라마 《꼭두의 계절》 ... 최달승 역
- 2023년 ENA 월화드라마 《마당이 있는 집》 ... 아파트 경비원 역
- 2023년 JTBC 수목드라마 《기적의 형제》 ... 노명남 역
- 2023년 ENA 수목드라마 《모래에도 꽃이 핀다》 … 박필두 역
- 2024년 KBS2 월화드라마 《환상연가》 ... 능 내관 역
- 2024년 KBS2 수목드라마 《개소리》 ... 진짜 이영수 역
- 2024년 tvN 월화드라마 《가석방심사관 이한신》 ... 용진상 역
- 2025년 SBS 금토드라마 《보물섬》 … 차강천 역
- 2025년 MBN Plus 웹드라마 《허식당》 … 노옹 역
- 2025년 Disney+ 오리지널 드라마 《파인: 촌뜨기들》 … 하영수 역
- 2025년 tvN 월화드라마 《신사장 프로젝트》 … 권칠봉 역

### 영화
- 2003년 《황산벌》 ... 임자[1] 역
- 2003년 《대한민국 헌법 제1조》 ... 선관위 직원 역
- 2003년 《섰다》
- 2004년 《시실리 2km》 ... 해주 역
- 2005년 《작업의 정석》 ... 경비원/전당포 주인 역
- 2005년 《내 생애 가장 아름다운 일주일》 ... 변 신부 역
- 2005년 《왕의 남자》 ... 홍 내관 역
- 2006년 《음란서생》 ... 모사장이 역
- 2006년 《도마뱀》 ... 택시 기사 역(우정출연)
- 2006년 《구미호 가족》 ... 홍씨 역
- 2006년 《가족의 탄생》 ... 플랫폼 남자 역
- 2006년 《잘 살아보세》 ... 창혁 역
- 2006년 《올드 미스 다이어리 극장판》 ... 우현 역
- 2006년 《플라이 대디》 ... 포장마차 주인 역(우정출연)
- 2006년 《애정결핍이 두 남자에게 미치는 영향》 ... 슈퍼남 역
- 2007년 《마강호텔》 ... 지배인 오중건 역
- 2007년 《니 말을 믿으라는 거야》
- 2007년 《마을금고 연쇄습격사건》 ... 오 과장 역
- 2007년 《죽어도 해피엔딩》 ... 도둑 산타 역
- 2008년 《좋은 밤 되세요》
- 2009년 《킹콩을 들다》 ... 교감 선생님 역
- 2009년 《파주》 ... 미애 부 역
- 2010년 《무법자》 ... 노숙자 역
- 2010년 《그랑프리》 ... 박광호 역
- 2011년 《헤드》 ... 박씨 역
- 2011년 《조선명탐정: 각시투구꽃의 비밀》 ... 방씨 역
- 2012년 《해로》 ... (특별출연)
- 2012년 《사이에서》 ... (특별출연)
- 2015년 《조선명탐정: 사라진 놉의 딸》 ... 방씨 역
- 2016년 《아빠가 돌아왔다》
- 2017년 《조작된 도시》 ... 노죄수 역 (특별출연)
- 2017년 《1987》 ... 강민창 치안본부장 역(특별출연)
- 2018년 《조선명탐정: 흡혈괴마의 비밀》 ... 방씨 역
- 2019년 《말모이》 ... 임동익 역
- 2019년 《타짜: 원 아이드 잭》 ... 물영감 역
- 2020년 《저 산 너머》 ... 옹기전주인 역
- 2023년 《달짝지근해: 7510》 ... (특별출연)
- 2024년 《핸섬가이즈》 ... 김 신부 역
- 2024년 《행복의 나라》 ... 이만식 역

### 텔레비전 프로그램
- 2013년/2016년 : KBS2 《1 대 100》
- 2013년 : JTBC 《유자식 상팔자》
- 2014년/2016년 : SBS 《자기야 백년손님》
- 2016년 : MBC 《무한도전》
- 2016년 : JTBC 《잘 먹는 소녀들》
- 2016년 : JTBC 《김제동의 톡투유 - 걱정 말아요! 그대》

### 연극
- 1999년 《세종대왕》 ... 하위지 역(조연)
- 2002년 《붉은 산》 ... 삵이 정익호 역(주인공)

### 뮤지컬
- 1999년 《아가씨와 건달들》 ... 베니 사우드스트릿 역(남자 조연)

### 광고
- 킹닷컴 블라썸 블라스트 사가

## 수상 및 후보
| 연도 | 시상식            | 부문       | 작품               | 결과 |
| ---- | ----------------- | ---------- | ------------------ | ---- |
| 2020 | 제20회 춘사영화제 | 남우조연상 | 타짜: 원 아이드 잭 | 후보 |